# Andreas Ulmke-Smeaton

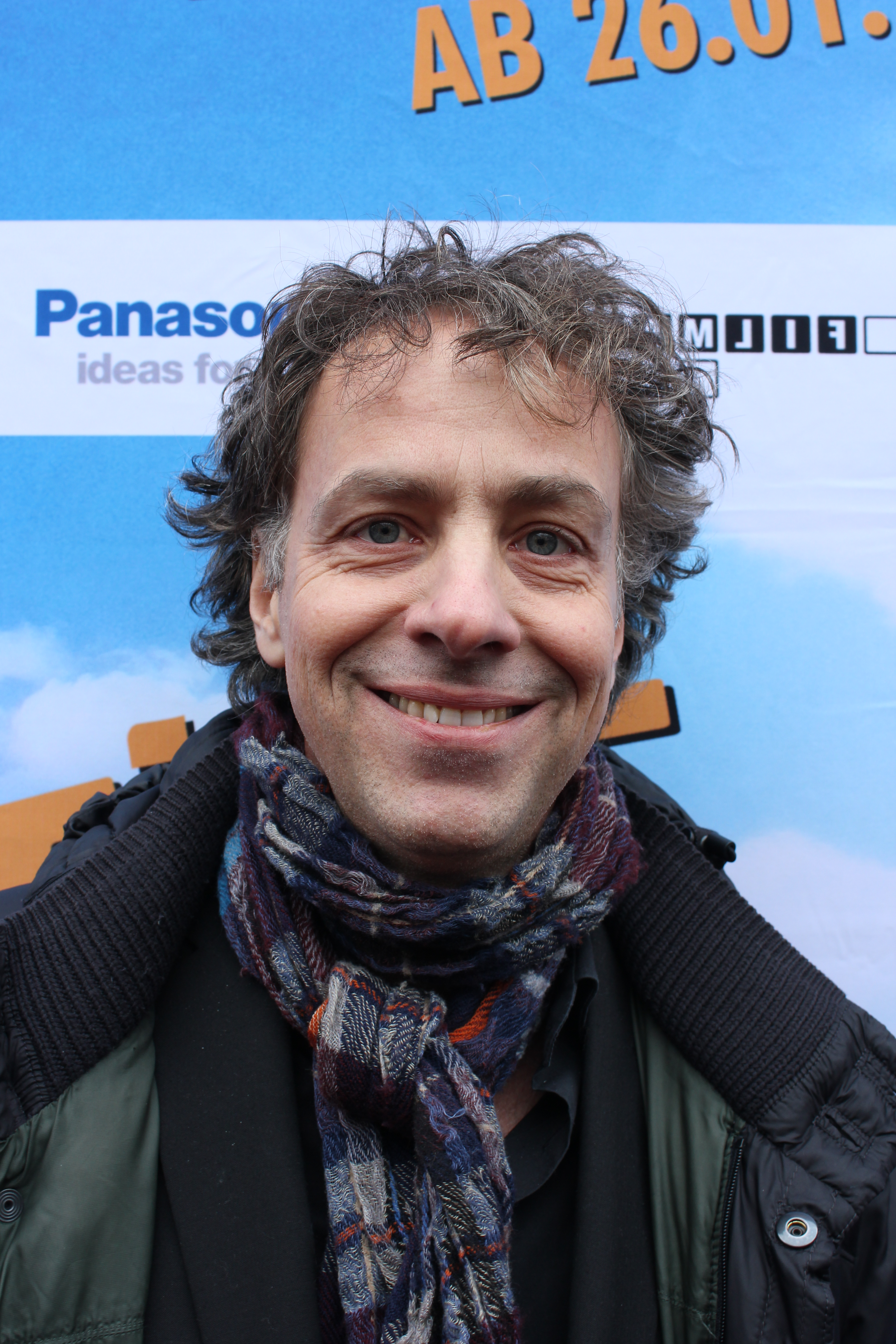
Andreas Ulmke-Smeaton (2012)

Andreas Ulmke-Smeaton (* 1967 in Marburg) ist ein deutscher Filmproduzent, der unter anderem, mit Ewa Karlström zusammen, die Kinoreihe Die Wilden Kerle produzierte.

## Leben
Andreas Ulmke-Smeaton ist 1967 in Marburg geboren. Von 1989 bis 1992 studierte er an der Hochschule für Fernsehen und Film im Bereich Produktion und Medienwirtschaft. Davor hatte er bereits zwei Jahre in Frankfurt Betriebswirtschaft studiert. 1992 produzierte er den Kurzfilm About war, bei dem Miguel Alexandre die Regie übernahm. Der Kurzfilm erhielt als bester ausländischer Studentenfilm eine Nominierung für den Oscar.
1996 gründete er mit Ewa Karlström zusammen das Filmproduktionsunternehmen SamFilm, mit der er seit dem viele erfolgreiche Kinofilme produzierte, so auch Das merkwürdige Verhalten geschlechtsreifer Großstädter zur Paarungszeit (1998) sowie die Kinoreihe Die Wilden Kerle (seit 2003) und den Weihnachtsfilm Es ist ein Elch entsprungen (2005), der den Bayerischen Filmpreis gewann. Im Sommer 2011 produzierte er den Film Fünf Freunde, der auf der Buchreihe von Enid Blyton basiert. Er kam Ende Januar 2012 in die Kinos. In den folgenden Jahren produzierte er auch die drei Fortsetzungen des Films. Darüber hinaus kamen seit 2013 zwei Filme der preisgekrönten Ostwind-Reihe ins Kino. Der dritte Ostwind-Teil Ostwind – Aufbruch nach Ora erscheint 2017.

## Filmografie
- 1992: About war (Kurzfilm)
- 1993: The Times they are a-changin (Fernsehdokumentation, auch Regie)
- 1994: Ärztin in Angst (Fernsehfilm)
- 1995: Fatale Mutterliebe (Fernsehfilm)
- 1995: Die einzige Zeugin (Fernsehfilm)
- 1995: Schrecklicher Verdacht (Fernsehfilm)
- 1996: Rivalen am Abgrund (Fernsehfilm)
- 1997: Kalkuliertes Risiko (Fernsehfilm)
- 1997/98: Das merkwürdige Verhalten geschlechtsreifer Großstädter zur Paarungszeit
- 1999: JETS – Leben am Limit (Episode eins: Pilot)
- 2000: Der Kuss (Imagefilm)
- 2000: Der Himmel kann warten
- 2001: Die Liebe meines Lebens (Fernsehfilm)
- 2003: Die Wilden Kerle
- 2005: Die Wilden Kerle 2
- 2005: Es ist ein Elch entsprungen
- 2005: Noch einmal lieben (Fernsehfilm)
- 2006: Die Wilden Kerle 3
- 2006: Sunny (als Koproduzent)
- 2007: Die Wilden Kerle 4
- 2007: Weißt was geil wär…?!
- 2008: Die Wilden Kerle 5
- 2008: Sommer
- 2009: Gangs
- 2010: Rock It!
- 2010: Ein russischer Sommer (als Koproduzent)
- 2010: Groupies bleiben nicht zum Frühstück
- 2012: Fünf Freunde
- 2013: Fünf Freunde 2
- 2013: Ostwind
- 2014: Fünf Freunde 3
- 2015: Fünf Freunde 4
- 2015: Ostwind 2
- 2016: Die wilden Kerle – Die Legende lebt
- 2016: Verrückt nach Fixi
- 2017: Ostwind – Aufbruch nach Ora
- 2017: Trakehnerblut (Fernsehserie)
- 2018: Fünf Freunde und das Tal der Dinosaurier
- 2019: Ostwind – Aris Ankunft
- 2022: Der junge Häuptling Winnetou
- 2025: Ein Mädchen namens Willow

## Auszeichnungen
- 2003 Kindermedienpreis Der weiße Elefant für Die Wilden Kerle
- 2005 Bayerischer Filmpreis in der Kategorie Bester Familienfilm für Es ist ein Elch entsprungen
- 2011 Bayerischer Filmpreis als Koproduzent für Das Blaue vom Himmel
- 2013 Bayerischer Filmpreis in der Kategorie Bester Familienfilm für Ostwind
- 2013 Gilde Filmpreis in der Kategorie Kinderfilm für Ostwind
- 2014 Deutscher Filmpreis in der Kategorie Bester Kinderfilm für Ostwind
- 2015 Deutscher Filmpreis in Silber als Koproduzent für Das finstere Tal
- 2015 Kindermedienpreis Der weiße Elefant in der Kategorie Beste Kinofilm-Produktion für Ostwind 2